# Vasco Della Giustina
Vasco Della Giustina (ou della Giustina) Caxias do Sul, 19 de maio de 1942) é um filósofo, professor e magistrado ítalo-brasileiro aposentado, tendo sido Ministro do Superior Tribunal de Justiça de 2009 a 2011, na condição de Desembargador convocado. 
Vasco Della Giustina se aposentou pela aposentadoria compulsória. Della Giustina foi, até ser convocado para o Superior Tribunal de Justiça, Desembargador do Tribunal de Justiça do Estado do Rio Grande do Sul - o TJRS. Formou-se em Direito e Filosofia pela Pontifícia Universidade Católica do Rio Grande do Sul, tendo feito uma especialização em Direito Penal na Universidade de Roma "La Sapienza", em Roma, Itália. Foi Professor Adjunto de Direito Penal da Faculdade de Direito da UFRGS e, posteriormente, viria a ser Chefe do Departamento de Ciências Penais daquela Universidade, no quadriênio 1985/1989. O Dr. Vasco também lecionou na Escola Superior da Magistratura, na Escola Superior do Ministério Público e na Faculdade de Direito da Pontifícia Universidade Católica do Rio Grande do Sul. Foi também Diretor da Revista do Ministério Público.